# Femmina incatenata
Femmina incatenata è un film italiano del 1949 diretto da Giuseppe Di Martino.

## Trama
Idla Flamini, una talentuosa studentessa di Belle Arti, si diploma in scultura e chiede al suo professore Manuel Rovena di prenderla come tirocinante. Lui accetta confidando nel suo aiuto per portare a termine "l'incatenata", rappresentazione plastica della donna che esce dagli schemi per concedersi all'amore. Jacqueline, fidanzata di Manuel, lo porta però in vacanza per farlo distrarre. Una volta tornato allo studio, lo scultore trova "l'incatenata" terminata da Idla, rimanendo estasiato dalla corrispondenza dell'opera con la sua idea iniziale. Così tra i due esplode l'amore, soffocato però sul nascere dall'immediato intervento di Jacqueline. La forzata lontananza costringe così Idla a impiegarsi presso lo stilista Schubert come figurinista e avvia Manuel verso la depressione. Jacqueline propone quindi, quale panacea, la distruzione del simulacro, col risultato di essere lasciata dal sempre più triste scultore. Idla intanto subisce la corte di Gianni, un cliente dell'atelier, che, pur respinto ritiene di poter spezzare il legame spirituale che l'opera d'arte aveva creato tra i due artisti. La sua richiesta di cedere l'opera a Idla fa impazzire Manuel che nell'estremo tentativo di proteggere la sua opera spara a Gianni, sbagliando però mira.

## Produzione
Il film è ascrivibile al filone dei melodrammi sentimentali, comunemente detto strappalacrime, molto in voga tra il pubblico italiano negli anni del secondo dopoguerra (1945-1955), in seguito ribattezzato dalla critica con il termine neorealismo d'appendice.